# Łętowice
Łętowice est une localité polonaise de la gmina de Wierzchosławice, située dans le powiat de Tarnów en voïvodie de Petite-Pologne.